# Rasmus Bøgh Wallin
Rasmus Bøgh Wallin (født 2. januar 1996 i Hellerup) er en dansk cykelrytter, som kører for Uno-X Mobility.

## Meritter
2014
3. plads, Linjeløb for juniorer, DM i landevejscykling
2016
3. plads, Enkeltstart for U23, DM i landevejscykling
2017
1. plads, Kalmar Grand Prix
5. plads, ZLM Tour
6. plads samlet, Ronde van Midden-Nederland
8. plads, Skive-Løbet
2018
1. plads, Skive-Løbet
3. plads, Ronde van Midden-Nederland
4. plads, Omloop Mandel-Leie-Schelde
6. plads samlet, Olympia's Tour